# 小行星24648
小行星24648（24648 Evpatoria）是一颗绕太阳运转的小行星，为主小行星带小行星。该小行星于1985年9月发现。

## 轨道参数
小行星24648的轨道半长轴为2.8753490 UA，离心率为0.285。